# Willys Motor Company

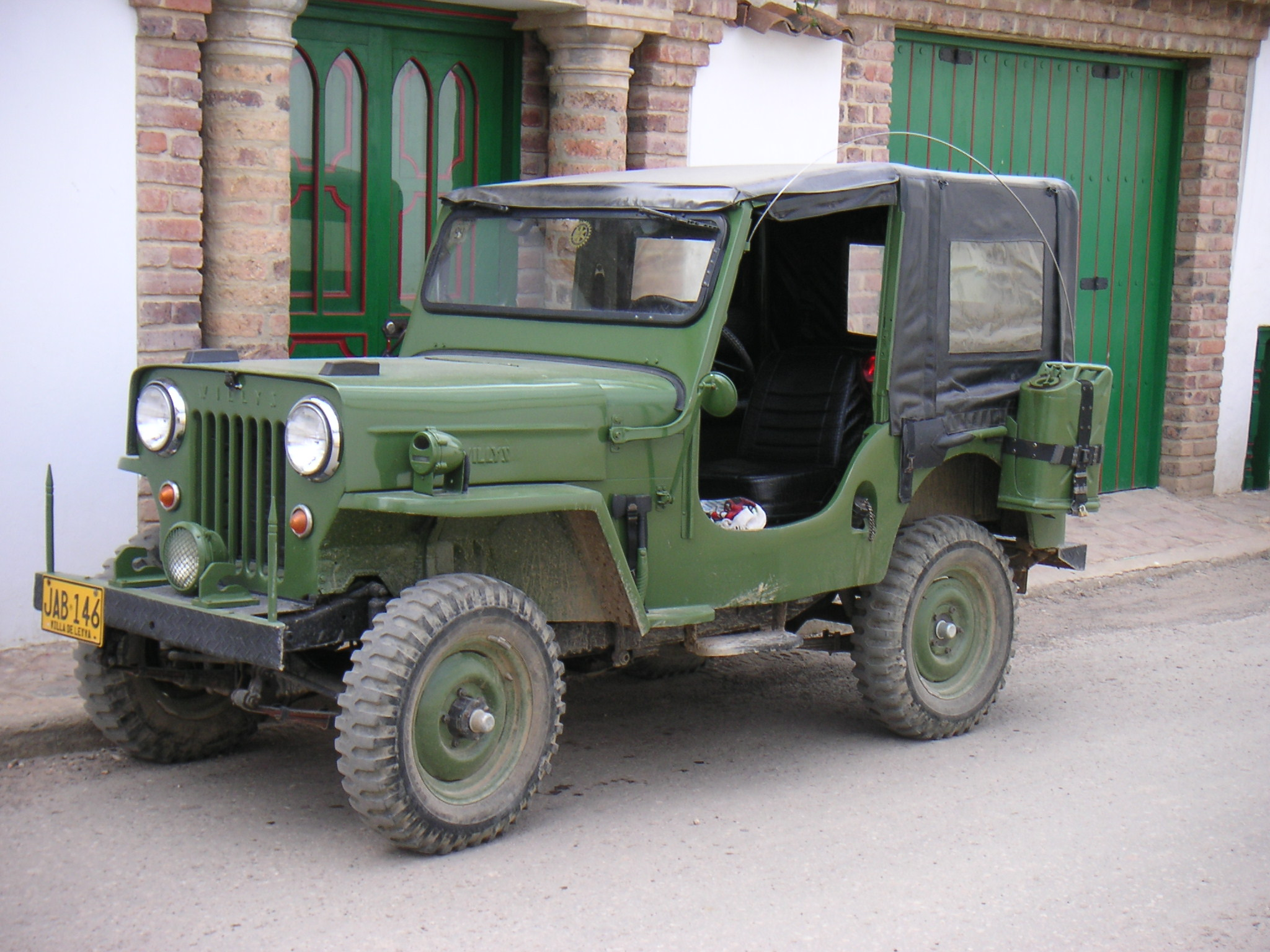
Willys Jeep CJ-3B

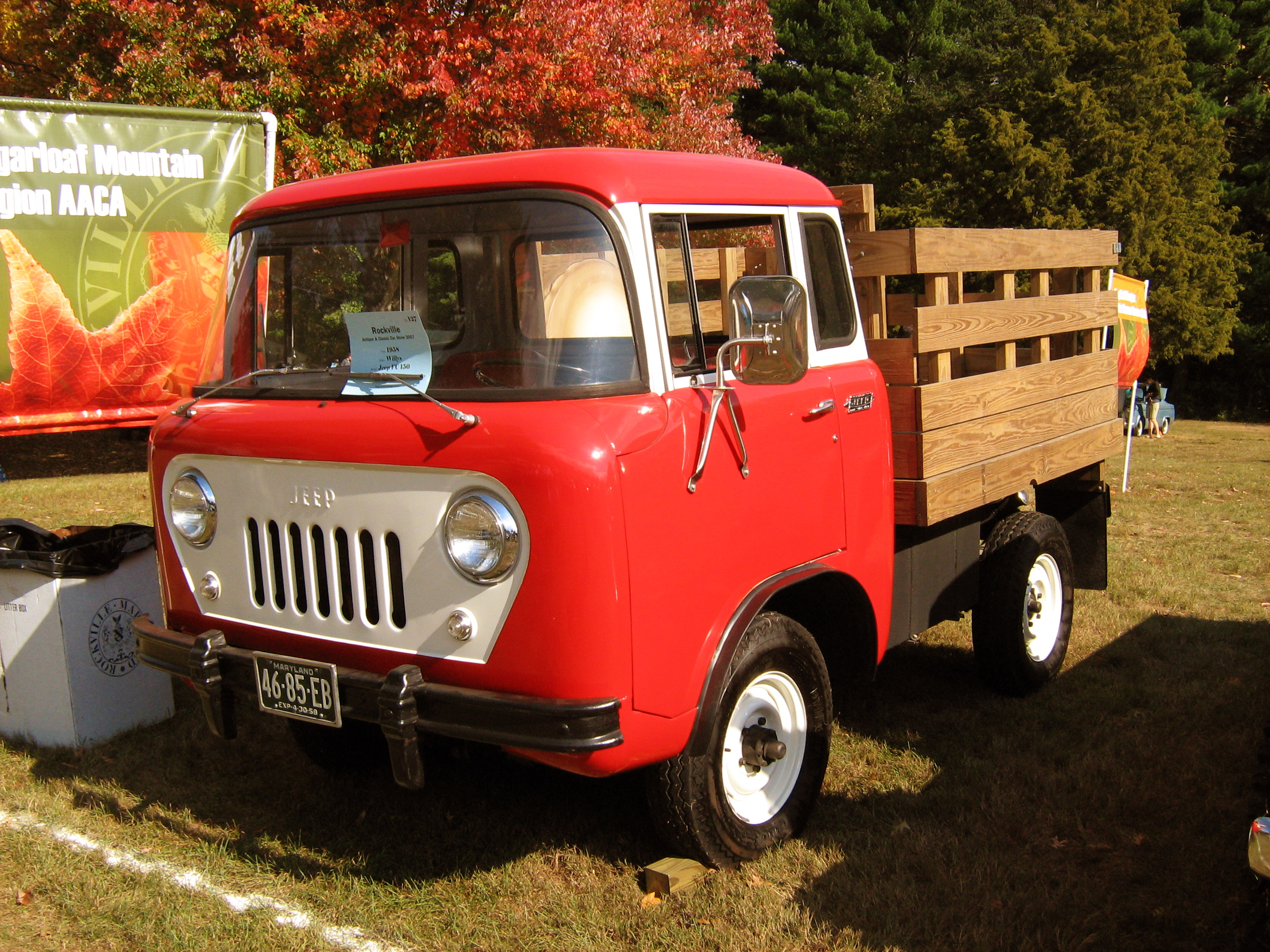
Jeep FC-150 (1958)

Die Willys Motor Company entstand 1953 aus der Verbindung von Kaiser Motors in Willow Run (Michigan) und der Willys-Overland Company in Toledo (Ohio).

## Geschichte
Der von John North Willys gegründete Automobilhersteller Willys-Overland hatte den Zweiten Weltkrieg durch die Produktion von Jeep-Fahrzeugen für die US-Armee überstanden, und die Jeeps waren auch in den 1950er-Jahren die Kronjuwelen des Unternehmens.
Joseph W. Frazer hatte Kaiser-Frazer 1950 verlassen und war dann eine Zeit lang Präsident von Willys-Overland. Henry J. Kaiser betrieb den Zusammenschluss von Kaiser Industries mit Willys-Overland, der 1953 zustande kam. Kaiser hoffte, dass die vereinigten Unternehmen eine breite Produktpalette anbieten könnten, um mit GM, Chrysler, Ford, Studebaker und Nash-Kelvinator Corporation konkurrieren zu können.
Nach der Einstellung der Marken Kaiser und Willys 1955 gab Kaiser Industries die PKW-Produktion in den USA auf und schickte die restlichen Maschinen und Anlagen nach Brasilien, wo Kaiser Industries noch bis in die 1960er-Jahre Autos herstellte.
Die Willys Motor Company baute weiterhin Nutzfahrzeuge auf Jeep-Basis in den USA, z. B. den Jeep CJ, den Station Wagon und den Jeep FC, der 1956 eingeführt wurde. 1963 führte Willys den Jeep Wagoneer als Ersatz für den Station Wagon ein, der noch im Stil der 1940er-Jahre gehalten war. Er wurde von Brooks Stevens entworfen, blieb bis 1991 in Produktion und gilt als der erste echte SUV Amerikas.
Kaiser Industries wollte 1963 all seine Unternehmen unter dem Namen Kaiser zusammenfassen und benannte die Willys Motor Company daher in Kaiser Jeep Corporation um, womit der Name Willys auch von den Autos verschwand.

## Modelle
| Modelljahr | Modelle |
| ---------- | --- |
| 1953       | Aero Lark DeLuxe, Aero Heavy Duty, Aero Falcon Super DeLuxe, Aero Ace Custom, Aero Eagle, Jeep CJ-3A, Jeep CJ-3B, Station Wagon, Pickup                           |
| 1954       | Aero Lark, Aero Ace, Aero Ace ‘226’ DeLuxe, Aero Eagle, Aero Eagle ‘226’ Deluxe, Aero Eagle ‘226’ Custom, Jeep CJ-3B, Jeep CJ-5, Jeep CJ-6, Station Wagon, Pickup |
| 1955       | Ace, Custom, Bermuda, Jeep CJ-3B, Jeep CJ-5, Jeep CJ-6, Jeep DJ-3A, Station Wagon, Pickup                                                                         |
| 1956       | Jeep CJ-3B, Jeep CJ-5, Jeep CJ-6, Jeep DJ-3A, Station Wagon, Pickup, Jeep FC-150                                                                                  |
| 1957       | Jeep CJ-3B, Jeep CJ-5, Jeep CJ-6, Jeep DJ-3A, Station Wagon, Pickup, Jeep FC-150, Jeep FC-170                                                                     |
| 1958       | Jeep CJ-3B, Jeep CJ-5, Jeep CJ-6, Jeep DJ-3A, Station Wagon, Pickup, Jeep FC-150, Jeep FC-170                                                                     |
| 1959       | Jeep CJ-3B, Jeep CJ-5, Jeep CJ-6, Jeep DJ-3A, Station Wagon, Pickup, Jeep FC-150, Jeep FC-170                                                                     |
| 1960       | Jeep CJ-3B, Jeep CJ-5, Jeep CJ-6, Jeep DJ-3A, Station Wagon, Pickup, Jeep FC-150, Jeep FC-170                                                                     |
| 1961       | Jeep CJ-3B, Jeep CJ-5, Jeep CJ-6, Jeep DJ-3A, Station Wagon, Pickup, Jeep FC-150, Jeep FC-170, Jeep FJ-3                                                          |
| 1962       | Jeep CJ-3B, Jeep CJ-5, Jeep CJ-6, Jeep DJ-3A, Station Wagon, Pickup, Jeep FC-150, Jeep FC-170, Jeep FJ-3                                                          |
| 1963       | Jeep CJ-3B, Jeep CJ-5, Jeep CJ-6, Jeep DJ-3A, Station Wagon, Pickup, Jeep FC-150, Jeep FC-170, Jeep FJ-3, Jeep Wagoneer, Jeep Gladiator                           |